# 政府間組織
政府間組織（せいふかんそしき、英語: intergovernmental organization）または国際政府組織（こくさいせいふそしき、英語: international governmental organisation）（いずれも略称はIGO）は、主に主権国家（加盟国と呼ばれる）や他の政府間組織で構成される組織である。
政府間組織は国際組織とも呼ばれるが、国際組織という用語には国際非営利組織（国際NPO）や多国籍企業などの国際非政府組織（INGO）が含まれる場合もある。

## 概要
政府間組織は国際公法の重要な側面である。政府間組織は、組織を創設する憲章として機能する条約によって設立される。いくつかの国の合法的代表（政府）による批准プロセスを経て締結された条約により、政府間組織に国際的な法的人格（法人資格）が与えられる。
法的な意味での政府間組織は、G7や中東カルテットなどの単純なグループや国家連合とは区別されなければならない。このようなグループや国家連合は、構成文書によって設立されたものではなく、タスクグループとしてのみ存在する。
政府間組織は条約自体とも区別されなければならない。多くの条約（北米自由貿易協定(NAFTA)、世界貿易機関(WTO)設立前の関税と貿易に関する一般協定(GATT)など）は組織を設立せず、問題解決の際にはアドホック・コミティーが設立される。

## 種類と目的
政府間組織によって、機能や会員資格が異なる。政府間組織には様々な目標や所掌範囲があり、それは条約や憲章で規定されている。ある政府間組織は、紛争解決のための議論や交渉のための中立的なフォーラムの必要性を満たすために設立された。あるいは、紛争解決とより良い国際関係を通じて平和を維持する、環境保護などの問題に関する国際協力を促進する、人権を促進する、社会開発（教育、医療）を促進する、人道援助を行う 、経済発展を行うなどの目的で設立された政府間組織もある。政府間組織によっては、より一般的な所掌範囲を持つもの（国際連合）や、特有の任務を持つもの（国際刑事警察機構（インターポール）や国際電気通信連合(ITU)および他の標準化団体など ）もある。政府間組織の一般的な種類は次の通りである。
- 世界規模の組織 - 特定の基準を満たす世界中の全ての国が加盟できる。このカテゴリーには、国際連合（国連）とその専門機関（世界保健機関(WHO)、国際電気通信連合(ITU)、世界銀行、国際通貨基金(IMF)など）や、国連の専門機関ではないが国際的に機能する政府間組織（ハーグ国際私法会議、国際農業研究協議グループ(CGIAR)など）が含まれる。
- 文化的・言語的・民族的・宗教的・歴史的な組織 - 文化的・言語的・民族的・宗教的・歴史的な繋がりのある国のみが加盟できる。このカテゴリーの組織の例として、イギリス連邦、アラブ連盟、フランコフォニー国際機関、ポルトガル語諸国共同体、テュルク諸国機構、テュルク文化国際機関、イスラム協力機構、独立国家共同体(CIS)がある。
- 経済組織 - マクロ経済政策の目標に基づいて設立された組織。世界貿易機関(WTO)、国際通貨基金(IMF)など自由貿易と貿易障壁の削減を目標としているものや、国際開発に焦点を当てたものがある。石油輸出国機構(OPEC)などの国際カルテルも存在する。経済協力開発機構(OECD)は、経済政策を重視した組織として設立された。最近設立された経済的なIGOの例として南米銀行（英語版）(BancoSur)がある。
- 教育機関 - 高等教育レベルの研究を中心とした組織。ユークリッド大学（英語版）は、加盟国における持続可能な開発を専門とする大学・包括的組織として設立された。国連大学は、国連、その人民および加盟国の関心事である差し迫った地球規模の問題を研究している。
- 健康と人口に関する組織 - 健康と人口に関する問題の解決のために設立された組織。人口開発パートナーズ（英語版）(PPD)など。
- 地域組織 - 特定の大陸または地域に所在する国のみが加盟できる組織。このカテゴリーには、ラテンアメリカ・カリブ諸国共同体(CLACS)、欧州評議会(CoE)、欧州連合(EU)、ユーラシア経済連合(EAEU)、エネルギー・コミュニティ（英語版）、北大西洋条約機構(NATO)、西アフリカ諸国経済共同体(ECOWAS)、欧州安全保障協力機構(OSCE)、アフリカ連合(AU)、米州機構(OAS)、カリブ諸国連合(ACS)、東南アジア諸国連合(ASEAN)、イスラム開発銀行、南米諸国連合、アジア協力対話(ACD)、太平洋諸島フォーラム、南アジア地域協力連合、アジア・アフリカ法律諮問機関(AALCO)、東カリブ諸国機構(OECS)などが含まれる。

## 歴史
条約、同盟、多国間会議は何世紀にもわたって存在してきたが、政府間組織は19世紀に初めて設立された。最初の地域的な政府間組織は、ナポレオン戦争の余波で始まったライン川航行中央委員会だった。最初の世界規模の政府間組織は万国電信連合（後の国際電気通信連合(ITU)）で、1865年5月に20か国による万国電信条約の調印によって設立された。ITUは、万国郵便連合や国際連盟などの他の政府間組織のモデルとしても機能した。

## 特権と免除
政府間組織には、独立した効果的な機能を確保することを目的として特権と免除が与えられている。それは、組織を設立する条約（例えば「国際連合の特権及び免除に関する条約」や「国際刑事裁判所の特権及び免除に関する協定」）で規定されており、これは通常、さらなる多国間協定や国内法規（例えば米国の「国際機関免除法」）によって補完されている。これにより、政府間組織は国内裁判所の管轄から免除される。
法的な説明責任は、国の管轄権よりも、政府間組織自体の内部にある法的メカニズムと行政裁判所へのアクセスによって保証されることを意図している。民間当事者が国際機関に対する請求を追求しようとした多くの訴訟の過程で、裁判を受ける権利を考慮して、国には原告に裁判所へのアクセスを提供する基本的人権義務があるため、紛争解決の代替手段が必要であることが徐々に認識されてきた:77。それ以外の場合、政府間組織の免責事項は国内および国際裁判所で問題になる可能性がある:72。一部の組織は、自分の組織に関連する法廷で秘密保持のために訴訟を起こしており、場合によっては、従業員が関連情報を開示した場合に懲戒処分が課される恐れがある。そのような機密性は透明性の欠如として批判されてきた。
免除は労働法にも及ぶ。これに関して、国内管轄権からの免責は、合理的な代替手段が従業員の権利を効果的に保護するために利用可能であることを必要とする。これに関連して、オランダの第一審裁判所は、国際労働機関行政審判所に至る15年前の手続の推定期間は長すぎると判断した。